# 奈義町
奈義町（なぎちょう）は、岡山県北東部、鳥取県との県境にある町。勝田郡に属する。
北部には町のシンボルであり、町名の由来となった那岐山（なぎさん）がそびえる。

## 地理
中国山地に位置し、町域の大半を山林が占める。南部は日本原高原と呼ばれる高原となっており、陸上自衛隊日本原駐屯地と日本原演習場がある。豪雪地帯でもある。
台風シーズンなどには、広戸風と呼ばれる強風が山地から吹き下ろす。
太古、この地は浅い海であったため、「ビカリア」と呼ばれる巻貝などの化石が出土する。
- 山：那岐山（1255m）、滝山（1197m）、鎌倉山（550m）
- 河川：滝川、淀川、馬桑川
- 湖沼：那岐池、大谷池、西原ダム

### 気候
| 奈義（1991年 - 2020年）の気候      | 奈義（1991年 - 2020年）の気候 | 奈義（1991年 - 2020年）の気候 | 奈義（1991年 - 2020年）の気候 | 奈義（1991年 - 2020年）の気候 | 奈義（1991年 - 2020年）の気候 | 奈義（1991年 - 2020年）の気候 | 奈義（1991年 - 2020年）の気候 | 奈義（1991年 - 2020年）の気候 | 奈義（1991年 - 2020年）の気候 | 奈義（1991年 - 2020年）の気候 | 奈義（1991年 - 2020年）の気候 | 奈義（1991年 - 2020年）の気候 | 奈義（1991年 - 2020年）の気候 |
| 月                                 | 1月                           | 2月                           | 3月                           | 4月                           | 5月                           | 6月                           | 7月                           | 8月                           | 9月                           | 10月                          | 11月                          | 12月                          | 年                            |
| ---------------------------------- | ----------------------------- | ----------------------------- | ----------------------------- | ----------------------------- | ----------------------------- | ----------------------------- | ----------------------------- | ----------------------------- | ----------------------------- | ----------------------------- | ----------------------------- | ----------------------------- | ----------------------------- |
| 最高気温記録 °C （°F）             | 14.8 (58.6)                   | 20.1 (68.2)                   | 24.3 (75.7)                   | 28.9 (84)                     | 31.9 (89.4)                   | 35.2 (95.4)                   | 36.8 (98.2)                   | 37.2 (99)                     | 35.5 (95.9)                   | 30.7 (87.3)                   | 25.4 (77.7)                   | 19.3 (66.7)                   | 37.2 (99)                     |
| 平均最高気温 °C （°F）             | 6.8 (44.2)                    | 7.9 (46.2)                    | 12.1 (53.8)                   | 18.3 (64.9)                   | 23.2 (73.8)                   | 26.2 (79.2)                   | 29.7 (85.5)                   | 31.2 (88.2)                   | 27.0 (80.6)                   | 21.3 (70.3)                   | 15.2 (59.4)                   | 9.2 (48.6)                    | 19.0 (66.2)                   |
| 日平均気温 °C （°F）               | 1.8 (35.2)                    | 2.6 (36.7)                    | 6.1 (43)                      | 11.6 (52.9)                   | 17.0 (62.6)                   | 21.0 (69.8)                   | 24.8 (76.6)                   | 25.7 (78.3)                   | 21.6 (70.9)                   | 15.3 (59.5)                   | 9.1 (48.4)                    | 3.8 (38.8)                    | 13.4 (56.1)                   |
| 平均最低気温 °C （°F）             | −2.7 (27.1)                   | −2.4 (27.7)                   | 0.3 (32.5)                    | 4.8 (40.6)                    | 11.0 (51.8)                   | 16.6 (61.9)                   | 21.1 (70)                     | 21.5 (70.7)                   | 17.0 (62.6)                   | 9.9 (49.8)                    | 3.7 (38.7)                    | −0.9 (30.4)                   | 8.3 (46.9)                    |
| 最低気温記録 °C （°F）             | −16.8 (1.8)                   | −15.5 (4.1)                   | −11.5 (11.3)                  | −4.4 (24.1)                   | 0.8 (33.4)                    | 6.8 (44.2)                    | 11.8 (53.2)                   | 12.8 (55)                     | 5.8 (42.4)                    | 0.0 (32)                      | −5.3 (22.5)                   | −11.0 (12.2)                  | −16.8 (1.8)                   |
| 降水量 mm （inch）                 | 60.3 (2.374)                  | 67.5 (2.657)                  | 105.1 (4.138)                 | 120.1 (4.728)                 | 157.3 (6.193)                 | 191.3 (7.531)                 | 253.4 (9.976)                 | 147.5 (5.807)                 | 172.6 (6.795)                 | 103.8 (4.087)                 | 67.8 (2.669)                  | 64.5 (2.539)                  | 1,511 (59.488)                |
| 平均降水日数 （≥1.0 mm）           | 9.6                           | 10.2                          | 10.9                          | 10.2                          | 10.7                          | 12.0                          | 12.8                          | 9.7                           | 10.5                          | 8.0                           | 7.7                           | 9.2                           | 121.5                         |
| 平均月間日照時間                   | 109.3                         | 117.1                         | 161.4                         | 185.4                         | 190.7                         | 136.9                         | 137.4                         | 173.3                         | 140.9                         | 150.1                         | 126.7                         | 109.1                         | 1,738.3                       |
| 出典1：Japan Meteorological Agency |                               |                               |                               |                               |                               |                               |                               |                               |                               |                               |                               |                               |                               |
| 出典2：気象庁                      |                               |                               |                               |                               |                               |                               |                               |                               |                               |                               |                               |                               |                               |

### 隣接している自治体
- 津山市、美作市、勝田郡勝央町
- 鳥取県八頭郡智頭町

## 歴史
1955年（昭和30年）に町制施行。

### 年表
- 1955年（昭和30年）2月1日 - 北吉野村・豊田村・豊並村の3村が合併し、奈義町となる。
- 1961年（昭和36年） - 陸上自衛隊を誘致。
- 2002年（平成14年） - 津山市や他の勝田郡の町との合併が議論されたものの、いずれの市町村とも合併しないことが決定。
- 2013年（平成25年）4月17日 - 化石博物館「なぎビカリアミュージアム」（奈義町柿）において発見された巻貝（腹足綱）スルコスピラ属（英語版）の新種化石に「ナギカワニナモドキ」（Sulcospira nagiensis Matsuoka and Taguchi）と命名したと発表[2][3][4]。

## 行政

### 町長
- 笠木義孝（2015年（平成27年）2月15日 - 2019年（平成31年）2月14日）[注 1]
- 奥正親（2019年（平成31年）2月15日就任 1期目）

## 経済

### 産業

#### 農林業
主な産業は林業、農業。馬桑地区ではワサビが栽培され、その葉を醤油漬けにしてちらし寿司にのせた「葉わさび寿司」という郷土料理がある。集中豪雨でワサビ田が流失して一時途絶えたが、隣町にある岡山県立勝間田高等学校（勝央町）の協力を得て復活した。

#### 製造業
三社電機製作所、ユニカス工業、エイ・ティ・シイ ミカド、湯山製作所岡山工場、大石金属工業株式会社岡山工場が立地する。南東部には東山工業団地がある。

## 地域

### 人口
上記のように平成の大合併不参加を決めたことで、子供医療費無料化や進学費用支援など子育てしやすい町づくりと移住者誘致に力を入れ、合計特殊出生率は高水準（2019年で2.95）を維持している。
| |                                        |  |
| 奈義町と全国の年齢別人口分布（2005年） | 奈義町の年齢・男女別人口分布（2005年） |  |
| ■紫色 ― 奈義町 ■緑色 ― 日本全国 | ■青色 ― 男性 ■赤色 ― 女性              |  |
| 奈義町（に相当する地域）の人口の推移 \| 1970年（昭和45年） \| 7,010人 \| \| \| 1975年（昭和50年） \| 7,716人 \| \| \| 1980年（昭和55年） \| 7,818人 \| \| \| 1985年（昭和60年） \| 7,905人 \| \| \| 1990年（平成2年） \| 7,577人 \| \| \| 1995年（平成7年） \| 7,230人 \| \| \| 2000年（平成12年） \| 6,690人 \| \| \| 2005年（平成17年） \| 6,475人 \| \| \| 2010年（平成22年） \| 6,085人 \| \| \| 2015年（平成27年） \| 5,906人 \| \| \| 2020年（令和2年） \| 5,578人 \| \| |                                        |  |
| 総務省統計局 国勢調査より |                                        |  |
| 1970年（昭和45年） | 7,010人                                |  |
| 1975年（昭和50年） | 7,716人                                |  |
| 1980年（昭和55年） | 7,818人                                |  |
| 1985年（昭和60年） | 7,905人                                |  |
| 1990年（平成2年） | 7,577人                                |  |
| 1995年（平成7年） | 7,230人                                |  |
| 2000年（平成12年） | 6,690人                                |  |
| 2005年（平成17年） | 6,475人                                |  |
| 2010年（平成22年） | 6,085人                                |  |
| 2015年（平成27年） | 5,906人                                |  |
| 2020年（令和2年） | 5,578人                                |  |

### 教育
- 奈義町立なぎっ子こども園
- 奈義町立奈義小学校
- 奈義町立奈義中学校

英語教育に力を入れており、フィリピン出身の外国語指導助手（ALT）12名を採用し、こども園・小中学校で指導を行っている。町内に高校はなく、津山市など近隣自治体の高校へ通学する生徒が多い。
子育て支援
2020年の合計特殊出生率が2.95という全国屈指の高い出生率で注目を集めている。2005年の出生率が1.4に低下したことを受け、町は積極的な子育て支援政策を打ち出し、県内各地から子育て世帯の移住促進にも取り組んだ結果、出生率の向上と充実した支援制度により「奇跡の町」とも称されるようになった。
主な支援制度：
- 高校生向け就学支援金（年間24万円×3年間）
- 出産助成金（1人目から1人あたり10万円）
- 18歳以下の医療費無料化
- こども園・小中学校の給食費無料
- 病後児保育の提供

文化
・横仙歌舞伎 
江戸時代から続く奈義町の伝統芸能で、岡山県指定の重要無形民俗文化財に認定されている。町内の小学校で指導が行われ、子ども歌舞伎教室も開設されており、毎年春と秋に公演が行われる。
・三歩太郎（さんぶたろう） 
奈義町を含む美作地方に伝わる伝説の巨人で、人間の父と蛇の母から生まれたとされている。母から貰った五色の珠の力で巨大な体を持つようになり、三歩で京都まで行けたことから「三歩太郎」と呼ばれるようになったとされる。現在も町内に三歩太郎ゆかりの神社や史跡が点在している。

## 交通

### 鉄道路線
町内を通る鉄道路線はない。
- 最寄りの駅はJR西日本因美線・高野駅（津山市）または那岐駅（鳥取県八頭郡智頭町）。津山駅（津山市）・高野駅・林野駅（美作市）・勝間田駅（勝央町）から当町への路線バスが利用可能。

### 路線バス
- 中鉄北部バス - 中鉄バスグループ。津山市（市中心部発着・旧勝北町経由）との間を結ぶ行方・小坂線を運行。
  - 津山駅 - 津山中央病院 - イオンモール津山 - 勝北支所前 - 日本原 - ナギテラス - 行方 - 小坂
- なぎバス - 町営バス。中鉄北部バスの通らない町南部を通り、美作市・勝央町との間を結ぶ[注 2]。日祝日運休。
  - ナギテラス - 南町 - 美作インター - 林野駅前 - 林野高校 - 勝間田高校 - 勝間田駅

このほかにデマンド型の「さと丸乗り合い交通」が運行されているが、基本的に町民のみ利用可。

### 道路

#### 高速道路
町内にはいかなる形態の高速道路も通っていない。
- 最寄りのインターチェンジ：中国自動車道・津山IC、美作IC

#### 一般国道
- 国道53号

#### 都道府県道
- 岡山県道51号美作奈義線
- 岡山県道353号石生奈義線
- 岡山県道356号行方勝田線

## 名所・旧跡・観光スポット・祭事・催事

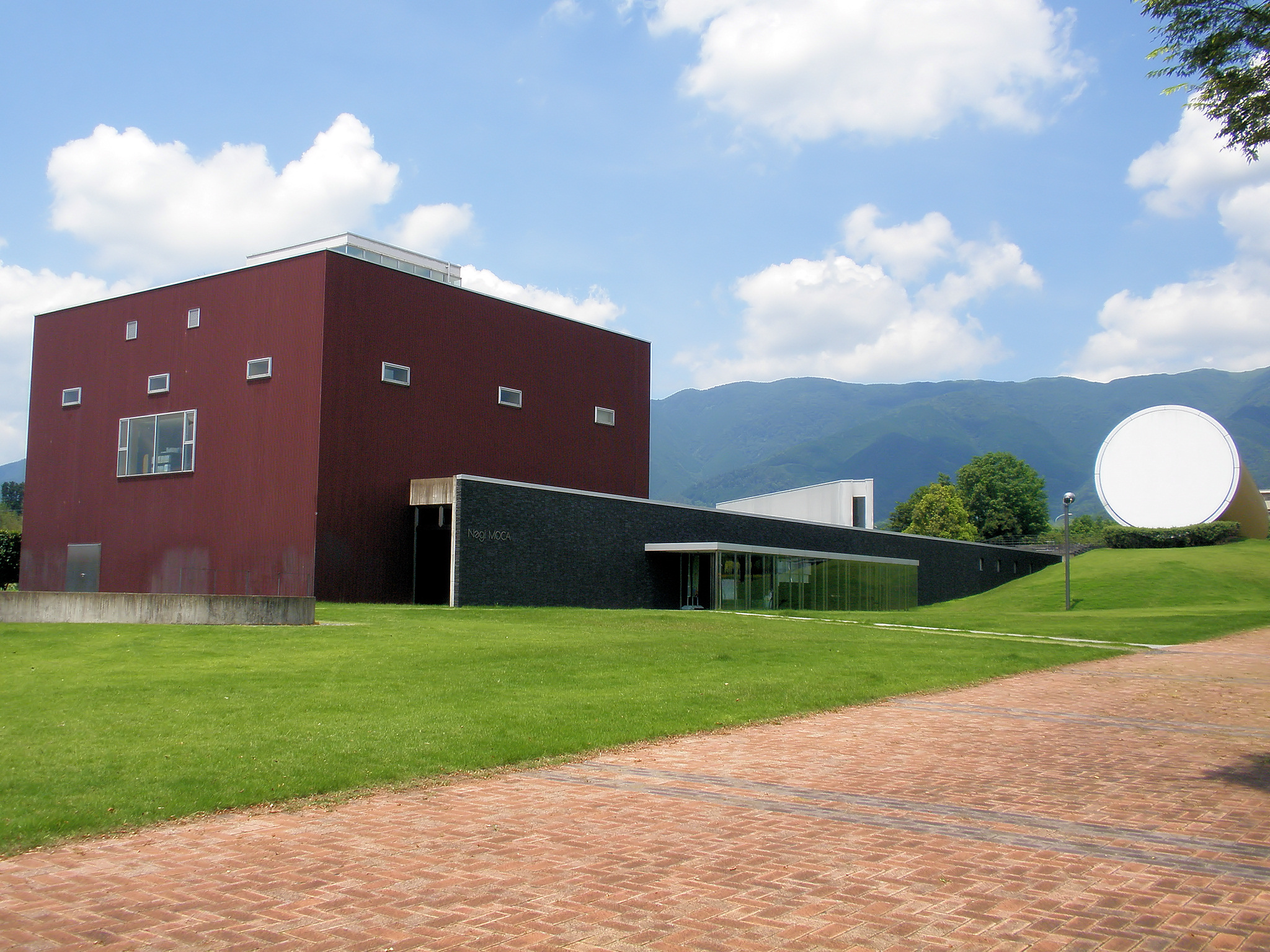
奈義町現代美術館

### 名所・旧跡・観光スポット
- 那岐山
- なぎビカリアミュージアム（化石博物館）
- 奈義町現代美術館
- 菩提寺のイチョウ
- 那岐山麓山の駅
- 蛇淵の滝
- 滝山渓谷

### 祭事・催事
- 那岐山安全祈願祭（毎年4月下旬）
- 横仙歌舞伎大公演（毎年11月下旬）

## 出身有名人
- 大杉勝男（元プロ野球選手。日本プロ野球名球会入り）
- 岸本斉史（漫画家。『NARUTO』の作者）
- 岸本聖史（漫画家。岸本斉史の弟）
- 井戸泰（医学者。稲田龍吉とともにワイル病の病原体を発見）
- 芦田和幸（元総合格闘家）